# كامل زهيري
كامل زهيرى , محمد كامل محمد علي ال زهيري، أو كامل زهيري، أو محمد كامل زهيري- كامل زهيري- (3 مايو 1927 - 24 نوفمبر 2008) نقيب الصحافيين المصريين ورئيس اتحاد الصحافيين العرب الأسبق.
محمد كامل محمد على زهيري من مواليد مايو 1927 بمحافظة الجيزة. ووالده محمد علي من محافظة الدقهلية. ومحمد كامل هو الأخ الأكبر لسبعة أبناء. بثينة وحامد وأحمد وعبد الحكم ثم توفيت والدته وكان عمر أخيه الأصغر حينئذ أربع سنوات. ثم تزوج ألأب محمد علي مجددا ورزق بمحمود وكمال. كما تزوج محمد كامل زهيري مرتان رزق في الأولي بمني وهي طبيبة باحثة بمعهد تيودور بلهارس ومؤنس وهو صحفي بمؤسسة أخبار اليوم ومها وهي محامية ومدير عام بالشئون القانونية لإحدي الهيئات وفي الثانية بعمرو وهو صحفي بمؤسسة الأهرام. ولكامل زهيري ثمانية أحفاده: حسين جمال الدين، احمد جمال الدين، نوران غنيم، نهى غنيم، عمر مؤنس، مصطفى مؤنس، مريم مؤنس وياسين عمرو كامل زهيرى.

## الدراسة
- ليسانس الحقوق عام 1947 - جامعة فؤاد الأول (القاهرة الآن).
- دراسات عليا في الآداب - جامعة السوربون - فرنسا.

## مناصب ووظائف
- عمل زهيري بالمحاماة لفترة محدودة ثم سافر إلي باريس لدراسة الآداب مدفوعا من والده ثم توجه إلي الهند وعمل مذيعا بقسم اللغة العربية بهيئة الإذاعة البريطانية. ثم عاد إلي القاهرة لظروف عائلية وعمل بالصحافة، مديرا لتحرير مجلة روز اليوسف إلي جانب أحمد بهاء الدين وذلك تحت إشراف وإدارة السيدة روز اليوسف.
- ترقي إلي رئيس تحرير روزاليوسف في أواخر الخمسينيات.
- رأس تحرير مجلة الهلال
- وكذلك رأس مجلس إدارة مؤسسة روزاليوسف ومؤسسة دار الهلال في فترات متعددة من تاريخ الصحافة المصرية
- إنضم بعد ذلك إلي كتاب جريدة الجمهورية في العام 1972 ليكتب عموده اليومي «من ثقب الباب» والذي ظل يكتبه حتي وفاته، وكان ينشر بالتوازي في العديد من الصحف العربية.
- رئس مجلس إدارة مكتبة القاهرة الكبرى.
- وكان عضوا في المجلس الأعلى للثقافة والمجلس الأعلي للصحافة.

## العمل النقابي
- انتخب زهيري نقيباً للصحافيين لمدة فترتين من (1968 – 1971) ومن (1979 – 1981).
- انتخب زهيري رئيساً لاتحاد الصحافيين العرب في فترات ولايته النقابية.
- شارك زهيري في وضع القانون القائم لنقابة الصحافيين، والذي يضمن لهم حقوقاً نقابية واسعة وحريات ممكنة في إطار مرحلة حرب الإستنزاف ومرحلة الإعداد لحرب 1973 أبان تحرير القانون عام 1971 وقد كافح جاهدا طوال حياته لإلغاء عقوبة الحبس الاحتياطي للصحفيين في قضايا النشر حيث أن الحجة القانونية لهذا الإجراء تخوف القضاء من إمكانية التأثير علي الشهود أو التلاعب في أدلة الثبوت بينما يقوم الصحافيون بديهيا بالتوقيع علي ما يكتبون بذلك تنتفي الحجة القانونية للاحتجاز والحبس احتياطيا بمعرفة جهة إنفاذ القانون.
- ساهم كامل زهيري خلال رئاسته لاتحاد الصحافيين العرب في إنشاء نقابات للصحافيين في تسعة بلاد عربية وكذلك ساهم في تحرير قوانين الصحافة بهم.

## مؤلفات
1. مذاهب غريبة
2. ممنوع الهمس

غلاف كتاب "مائة امرأة وامرأة" من إصدار الهيئة العامة للكتاب

3. منازعات في الديمقراطية والاشتراكية
4. الصحافة بين المنح والمنع
5. الغاضبون
6. العالم من ثقب الباب
7. مزاعم بيجن

كذلك كتب كتاب «النيل في خطر» و
«مائة امرأة وامرأة»
أشرف كامل زهيري على تحرير «موسوعة الهلال الاشتراكية»، و«الموسوعة السياسية».
و ترجم في 1958 مع أحمد غنيم «الدولة بين النظرية والتطبيق» لهارولد لاسكي، دار النديم. وشارك في " allusion à Kafka", عام 1954,S.O.P. Press, le Caire . وأشرف وقدم الترجمة العربية ل«أمريكا طليعة الانحطاط» لروجيه جاروى وترجمة عمرو زهيري، عام 1998 , دار الشروق. كما أشرف علي ترجمة «رحالة وكتاب مصريون في فرنسا في القرن التاسع عشر», لأنور لوقا وترجمة عمرو زهيري (تحت الطبع)...

## تكريم
- وسام الاستحقاق من الطبقة الأولى من السيد رئيس جمهورية مصر العربية عام 1988.
- شهادة تقدير من النقابة العامة لأطباء مصر في مارس 1994.
- شهادة تقدير من مهرجان القراءة للجميع، لمساهمته في المهرجان في مجال الأعمال الفكرية عن كتاب «ممنوع الهمس» لعام 1966.
- جائزة الصحفي العربي لعام 2002 من دولة الإمارات العربية.
- وسام الصحافة العربية من الاتحاد العام للصحفيين العرب في أكتوبر 2002.
- شهادة تقدير من جمعية المهندسين المعماريين، ديسمبر 2002.
- شهادة تقدير من وزارة التربية والتعليم عن عام (2001 / 2002) (اليوبيل الذهبي)، عام 2002.
- الجائزة التقديرية لنقابة الصحفيين، مايو 2002.
- جائزة البحر الأبيض الثقافية لعام 2004.
- جائزة مبارك في العلوم الاجتماعية من المجلس الأعلى للثقافة، عام 2005.

## الوفاة
- توفي كامل زهيري في الإثنين 24 نوفمبر 2008 عن عمر يناهز 81 عام.